# Șevcenkove, Kiev-Sveatoșîn
Șevcenkove (în ucraineană Шевченкове) este un sat în comuna Bilohorodka din raionul Kiev-Sveatoșîn, regiunea Kiev, Ucraina.

## Demografie
Componența lingvistică a localității Șevcenkove
     Ucraineană (97,43%)
     Rusă (2,23%)
     Alte limbi (0,11%)
Conform recensământului din 2001, majoritatea populației localității Șevcenkove era vorbitoare de ucraineană (97,43%), existând în minoritate și vorbitori de rusă (2,23%).